# MIPS-hjälm
En MIPS-hjälm är en hjälm som använder tekniken MIPS BPS för att skydda skallen, och framför allt hjärnan. MIPS är förkortning av Multi-directional Impact Protection System och BPS står för Brain Protection System.

## Funktionalitet
I en hjälm utrustad med MIPS BPS är ett av lagren mellan huvudet och hjälmens yttersta hårda skikt ett lågfriktionslager som låter den yttre delen av hjälmen glida relativt till huvudet. Det resulterar i en reduktion av en eventuell rotationsrörelse som annars hade kunnat överföras till hjärnan. 
Tekniken inspirerades av hjärnans naturliga skyddssystem där hjärnan är omgiven av cerebrospinalvätska som låter hjärnan glida något inuti skallen vid våld. Lågfriktionslagret i MIPS BPS-hjälmar låter på liknande sätt olika lager i hjälmen att röra sig inuti hjälmen, 10–15 mm i alla riktningar, och hjälmen kan därmed reducera överföringen av rotationsrörelser till hjärnan i samband med yttre våld.

## Historik
Den svenske hjärnkirurgen Hans von Holst började utvärdera hur hjälmar är konstruerade 1996. Detta hade föregåtts av flera års studier och arbete relaterat till hjärnskador på World Health Organization i Genève.
Tillsammans med en forskare vid Kungliga Tekniska högskolan (KTH), Peter Halldin, började von Holst utveckla en teknik som skulle ge ett mer effektivt skydd mot hjärnskador. För att kunna utvärdera risken av olika skador på huvudet och simulera olika islag med hjälm, använde de en Finite Element Model (FE model), utvecklad av professor Svein Kleiven vid Kungliga Tekniska högskolan.
Bolaget Mips AB grundades 2001 av fem personer från KTH.
Första hjälmen med MIPS introducerades 2007, i en ridhjälm. 2010 expanderade sortimentet av MIPS-hjälmar till att även finnas som snösportshjälmar och cykelhjälmar.
År 2019 fick grundarna till MIPS, Peter Halldin, Hans von Holst och Svein Kleiven motta Polhemspriset.